# Fertigpackungsverordnung
Die Fertigpackungsverordnung, abgekürzt FertigPackV oder FPackV, regelt in Deutschland alle Belange, die bei der Abfüllung von Produkten in Fertigpackungen bis derzeit 10 kg Füllgewicht durch den Hersteller zu berücksichtigen sind. Diese Anforderungen gelten für alle Fertigpackungen, nicht nur für Fertigpackungen zur Abgabe an den Endverbraucher. Die Fertigverpackungsverordnung trat 1981 in Kraft. Zuvor galt die Mindestwertforderung, die heute beispielsweise noch in einigen Staaten der USA Gültigkeit hat.
In Österreich gibt es seit 1993 ebenso eine Fertigpackungsverordnung abgekürzt FPVO 1993. Diese regelt die Füllvolumen und Mindestgewichte, sowohl von Maßbehältnis-Flaschen, als auch von Fertigpackungen. Dabei werden ebenso die Prüfvorschriften, Stichprobenmethodik und Packungskennzeichnung, und damit der Umsetzung der EU-Fertigpackungsrichtlinie (76/211/EWG) geregelt.

## Definitionen

### Fertigpackung
„Fertigpackungen sind Erzeugnisse in Verpackungen beliebiger Art, die in Abwesenheit des Käufers abgepackt und verschlossen werden, wobei die Menge des darin enthaltenen Erzeugnisses ohne Öffnen oder merkliche Änderung der Verpackung nicht verändert werden kann.“

### Letztverbraucher
Zu den Letztverbrauchern zählen z. B. Haushalte, Gaststätten und Kantinen. Gewerbliche Weiterverarbeiter (z. B. Bäckereien, Nudelhersteller) sind keine Endverbraucher.

## Vorgehensweise
Grundsätzlich müssen in Deutschland und Europa alle Produkte, die in den Handel gelangen, auf den Inhalt überprüft werden und diese Prüfungen müssen dokumentiert werden. Wie ein Hersteller diese Prüfungen durchführt und wie sie dokumentiert werden, bleibt ihm selbst überlassen, allerdings müssen die Prüfungen, wie der Gesetzestext sagt, „nach allgemein anerkannten Regeln der statistischen Qualitätssicherung regelmäßig durchgeführt werden“. Ferner hat die Überprüfung mit einem geeigneten (meist geeichten) Kontrollmessgerät und einem allgemein anerkannten Messverfahren zu erfolgen.
§ 22 der FertigPackVO:
Füllmengenanforderungen bei Kennzeichnung nach Gewicht oder Volumen

(2) Nach Gewicht oder Volumen gekennzeichnete Fertigpackungen gleicher Nennfüllmenge dürfen gewerbsmäßig nur in den Geltungsbereich dieser Verordnung verbracht werden, wenn die Füllmenge zum Zeitpunkt der Herstellung

1. im Mittel die Nennfüllmenge nicht unterschreitet und

2. die in Absatz 3 festgelegten Werte für die Minusabweichung von der Nennfüllmenge nicht überschreitet.

Das „e“ hinter der Nennfüllmengenangabe von 400 ml weist darauf hin, dass Abweichungen von dieser Menge die Toleranzen der Fertigpackungsverordnung einhalten.

Die zulässigen Minusabweichungen sind nach Nennfüllmengen gestaffelt und betragen:
- für Nennfüllmengen 5 – 50 g bzw. ml: 9 %
- für Nennfüllmengen 50 – 100 g bzw. ml: 4,5 g bzw. ml
- für Nennfüllmengen 100 – 200 g bzw. ml: 4,5 %
- für Nennfüllmengen 200 – 300 g bzw. ml: 9 g bzw. ml
- für Nennfüllmengen 300 – 500 g bzw. ml: 3 %
- für Nennfüllmengen 500 – 1.000 g bzw. ml: 15 g bzw. ml
- für Nennfüllmengen 1.000 – 10.000 g bzw. ml: 1,5 %

## Vorteile
Diese Regeln haben Vorteile für den Verbraucher, aber auch für den Produzenten selbst. Für den Verbraucher wird durch diese Regelung sichergestellt, dass er, in den beschriebenen zugelassenen Schwankungen, tatsächlich die bezahlte Menge erhält, ohne dies selbst kontrollieren und im Zweifelsfall Klage vor einem Gericht erheben zu müssen.
Der Produzent hat natürlich das Bestreben, möglichst wenig seiner teuren Erzeugnisse unbezahlt an den Verbraucher zu geben. Für ihn entsteht durch die Zulässigkeit geringer Abweichungen nach unten bei einzelnen Verpackungen (wenn die Durchschnittsmenge in allen Verpackungen nicht nach unten abweicht) ein Instrument, die eigene Fertigung zu optimieren, d. h. die durchschnittliche Füllmenge eines Produktes möglichst nah an die deklarierte Nennfüllmenge zu bringen – den Abfüllprozess zu optimieren. Andernfalls müsste er im Durchschnitt eine höhere Menge einfüllen, um sicherzustellen, dass keine Verpackung die angegebene Füllmenge unterschreitet.

## Verantwortlichkeit
Durchgesetzt wird die Einhaltung der gesetzlichen Regularien durch die lokalen Eichbehörden. Diese Eichbehörden führen in regelmäßigen Intervallen Stichproben von Produkten durch. Fallen einzelne Hersteller negativ auf, werden die Kontrollen verschärft. Im schlimmsten Fall kann eine Produktion stillgelegt werden. Im Normalfall regelt „der Markt“ dies jedoch sehr schnell, da Hersteller kein Interesse daran haben, negative Presse zu erhalten.
Je nach Größe und Produktionsmenge von fertig verpackten Produkten können Stichproben aus der laufenden Fertigung genommen werden. Diese werden entweder mit einer neben der Produktionslinie installierten, nicht-selbsttätigen (statischen) Waage oder, bei hohem Produktionsvolumen, mit einer direkt in die Produktionslinie integrierten, dynamischen oder selbsttätigen Waage durchgeführt. 
Da sich die Fertigverpackungsverordnung als fester Bestandteil der Qualitätssicherung etabliert hat, bieten viele Waagenhersteller Waagen und Software an, die den Hersteller von fertig verpackten Produkten bei den regelmäßigen Prüfungen unterstützen. Durch den Einsatz dieser Systeme können Hersteller dem Endverbraucher jederzeit nachweisen, wie die Qualitätssicherung gearbeitet hat. Es handelt sich um ein, wie im Eichgesetz gefordert, allgemein anerkanntes Verfahren.